# Erwein Schlik
Erwein Schlik (též česky jako Ervín Šlik, 23. ledna 1852 Seisenegg – 26. dubna 1906 Vídeň) byl český šlechtic a velkostatkář, od své plnoletosti (1862?) majorátní pán šlikovského fideikomisu Kopidlno a Staré Hrady.

## Život

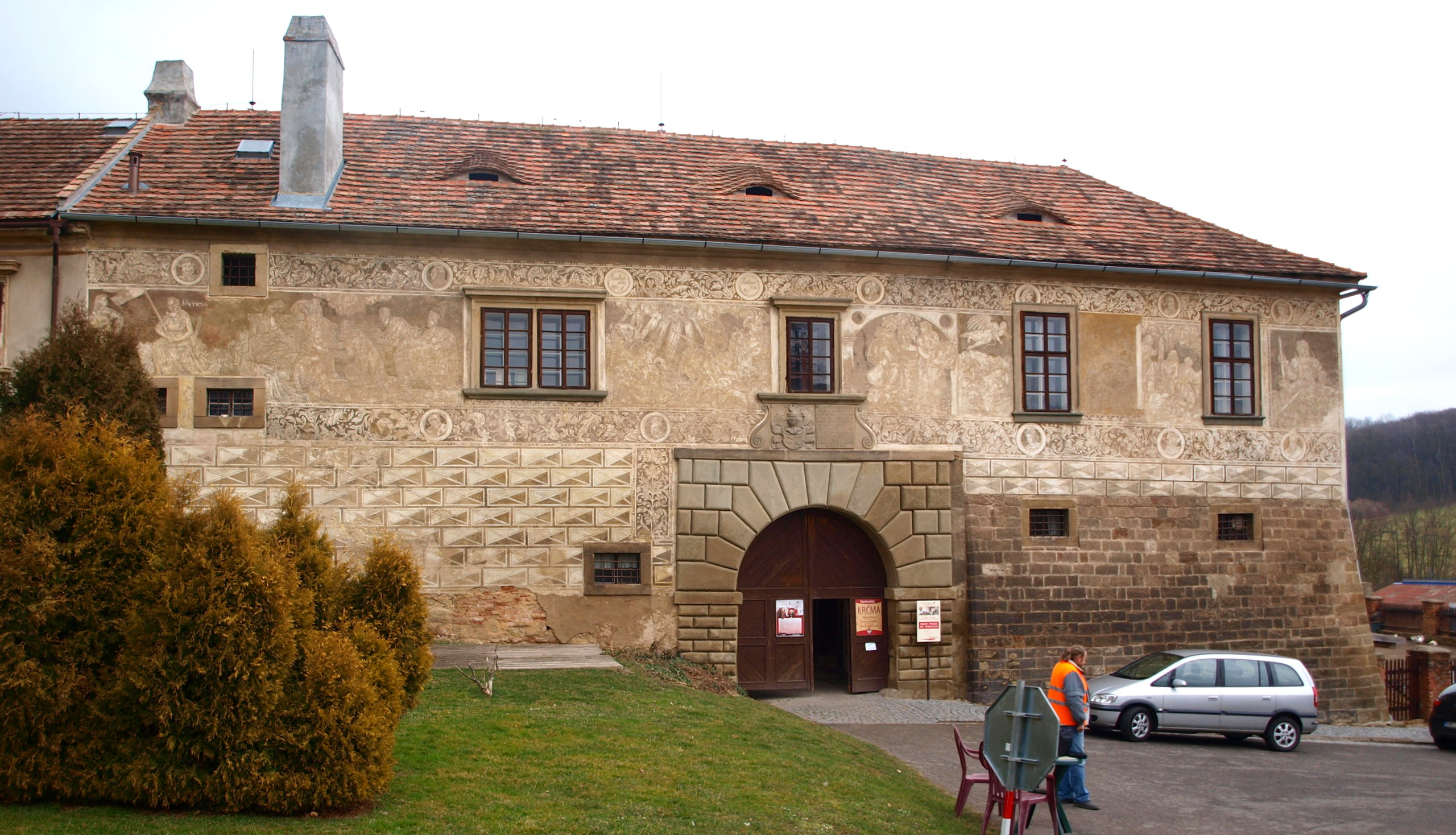
Zámek Staré Hrady

Narodil se jako syn Jindřicha Františka Šlika (1820–1859) a vnuk generála Františka Jindřicha Šlika (1789–1861). Po smrti otce se stal předpokládaným dědicem rodového majetku a po jeho smrti svého děda se skutečně stal hlavou rodu.
Roku byl 1881 jmenován císařským komořím a čestným rytířem Maltézského řádu. Některých rodinných povinností se ujal v již pokročilém věku, oženil se s teprve roku 1891 s princeznou Marií Terezií z Hohenlohe-Waldenburg-Schillingsfϋrstu a 23. února 1894 získal dědičné křeslo v Panské sněmovně.
Ervín Šlik zemřel 26. dubna 1906 bez legitimních potomků, což vyvolalo dlouholeté majetkové spory o šlikovské majetky – Ervínův bratr František uzavřel roku 1896 nerovnorodý sňatek, čímž porušil ustanovení fideikomisu, proto si začal dědictví nárokovat vzdálený příbuzný Konrad Ungnad von Weissenwolff a tento nárok fideikomisní soud roku 1912 skutečně uznal. Proto František zdědil pouze alodiální majetky (Jičíněves).